# ديان إس كومينز
ديان إس كومينز (من مواليد 19 يناير 1974 في Pinetown ، KwaZulu-Natal ) هي عداءة المسافات المتوسطة من كندا . قدمت أفضل ما لديها (1: 58.39) في سباق 800 متر سيدات في 2 سبتمبر 2001 في لقاء في رييتي ( إيطاليا ). ولدت في جنوب افريقيا .

## وصلات خارجية
- ديان إس كومينز على موقع الاتحاد الدولي لألعاب القوى (الإنجليزية)
- ديان إس كومينز على موقع الدوري الماسي (الإنجليزية)
- ديان إس كومينز على موقع أوليمبيديا (الإنجليزية)
- ديان إس كومينز على موقع اتحاد ألعاب الكومنولث (مؤرشف) (الإنجليزية)
- ديان إس كومينز على موقع دورة ألعاب الكومنولث 2006 (مؤرشف) (الإنجليزية)